# Ligularia lushuiensis
Ligularia lushuiensis je biljna vrsta iz roda Ligularia otkrivena 2024. godine u kineskoj provinciji Yunnan.

## Otkriće
Ligularia lushuiensis pripada porodici glavočika (Asteraceae). Trenutačno je poznat samo sa svog tipskog lokaliteta, Lushui, sjeverozapadni Yunnan, gdje raste na alpskim livadama na nadmorskoj visini od 3322 m.
Trenutačno poznata samo iz male populacije na svom tipičnom lokalitetu, istraživači su otkrili jednu populaciju koja se sastoji od ne više od 200 zrelih jedinki. Pretjerana ispaša može ugroziti stanište ove vrste, a preliminarno je kategorizirana kao kritično ugrožena.

## Opis
Ligularia lushuiensis, nova vrsta iz sjeverozapadnog Yunnana u Kini, opisana je i ilustrirana. Uvjetno je smještena u L.sect. Ligularia ser. Ligularia na temelju perasto-dlanastog žilanja lista, grozdaste sinflorescencije i papusa koji je dug kao cjevasti vjenčić. Unutar serije, činilo se da je donekle blizak i L.lamarum i L.pseudolamarum. Međutim, L.lushuiensis se može lako razlikovati od posljednje dvije vrste po, između ostalih karakteristika, rubu lista, veličini brakteja, obliku i veličini omotača te broju i širini zrakastih cvjetova. Morfološki, L. lushuiensis je također površinski sličan L. secunda, ali se lako razlikuje po tome što ima distalno kratko žućkaste i smećkaste puberulentne stabljike, listove s dlanasto-perastim žilama redovito nazubljene na rubu, ljuskave, smeđe i veće brakteje i veće zrakaste lamine. Osim toga, također je pružena karta distribucije i dijagnostički ključ za kineske vrste L. ser. Ligularia.